# Gnomidolon picipes
Gnomidolon picipes är en skalbaggsart som beskrevs av Bates 1870. Gnomidolon picipes ingår i släktet Gnomidolon och familjen långhorningar. Inga underarter finns listade i Catalogue of Life.